# Wernigerode (huyện)
Wernigerode là một huyện cũ (Kreis) ở phía tây của Saxony-Anhalt, Đức. Các huyện giáp ranh (từ phía bắc theo chiều kim đồng hồ) là: Halberstadt, Quedlinburg, huyện Nordhausen ở Thüringen và huyện Goslar ở Niedersachsen.

## Địa lý
Huyện nằm ở phía cuối phía bắc của núi Harz. Đỉnh cao nhất ở Harz, The Brocken, nằm ở phía đông nam của huyện.

## Huy hiệu
| Coat of arms | Huy hiệu dựa trên mẫu huy hiệu được sử dụng bở công quốc và giáo phận Halberstadt. Phía trên nền màu đỏ và trắng là hai con cá. |

## Thị xã và đô thị
| Thị xã                        | Verwaltungsgemeinschaften |
| ----------------------------- | --- |
| 1. Elbingerode 2. Wernigerode | 1. Blankenburg (bao gồm cả thị xã Blankenburg) 2. Brocken-Hochharz (bao gồm cả thị xã Benneckenstein và Hasselfelde) 3. Ilsenburg (bao gồm cả thị xã Ilsenburg) 4. Nordharz (bao gồm cả thị xã Derenburg) |